# カリフォルニア・ギター・トリオ
カリフォルニア・ギター・トリオ (California Guitar Trio、CGT) は、アメリカ合衆国ユタ州出身のポール・リチャーズ (Paul Richards)、ベルギー出身のバート・ラムズ (Bert Lams)、日本出身の森谷英世という3人のギタリストによって1991年に結成された、エレクトリックアコースティックギターを主体とするバンドである。師匠に当たるロバート・フリップが考案した変則チューニング「ニュー・スタンダード・チューニング」（6弦よりC-G-D-A-E-G）を使用している。

## 来歴
リチャーズ、ラムズ、森谷の3人は、1987年にロバート・フリップによってイングランドで開催されたギタークラフトコースにおいて、初めて顔を合わせた。3人はギタークラフトでの数多くのコースを経た後、ロバート・フリップ&ザ・リーグ・オブ・クラフティ・ギタリスツ(Robert Fripp & The League of Crafty Guitarists)の一員として、ワールド・ツアーに参加した。1991年、ザ・リーグ・オブ・クラフティ・ギタリスツが活動を休止させると、3人はロサンゼルスに集結し、カリフォルニア・ギター・トリオを結成した。
1992年にはシルヴィアン&フリップのオープニング・アクトを務め、来日を果たした。翌1993年にはファースト・アルバム『C.G.T.（Yamanashi Blues）』を発表した。また同年、トリオはロバート・フリップ、トレイ・ガンと共にロバート・フリップ・ストリング・クインテット(Robert Fripp String Quintet)として来日し、ライブ・アルバム『ザ・ブリッジ・ビトウィン』を発表した。1995年には再々結成したキング・クリムゾンのワールド・ツアーにも同行し、各地でオープニング・アクトを務めた。
2000年以降はキング・クリムゾンのトニー・レヴィン(B)とパット・マステロット(Dr)との共演が目立つようになり、2002年には彼ら2人をフィーチャーした『CG3+2 カリフォルニア・ギター・トリオ・ウィズ・トニー・レヴィン・アンド・パット・マステロット』を発表した。
トリオは現在に至るまで世界各地で精力的にライブを行っており、2003年にはFUJI ROCK FESTIVALにも出演した。またこれらの数多くのツアーの過程ではジョン・アンダーソン、リック・ウェイクマン、ジョン・マクラフリン、ティト・プエンテ、タジ・マハール、スティーヴ・ルカサー、サイモン・フィリップス、ザ・フラワー・キングスら多数のミュージシャンと共演した。
2005年、2012年にトニー・レヴィンと共に来日。

## 音楽性
カリフォルニア・ギター・トリオの音楽の特徴は、3本のギターによる複雑なアンサンブルである。例えば、通常であれば一つのパートが担当するメロディを、３人に一音ずつ割り振り順番に演奏する手法などがとられる。このようなアンサンブルを活かしたオリジナル曲は、独自の緊張感を持つものや、イージーリスニング的な心地よさを持つもの、またオールド・ロックを想起させる軽快なものなど、トリオの多様な音楽的背景をうかがわせるものが多いが、アコースティックなサウンドと構築されたアルペジオによって、独自の世界観が演出されている。またオリジナル曲の他に、トリオはクラシック、ロック、ブルース、ジャズ、ワールドミュージック、ブルーグラス、サーフミュージック、日本民謡などの幅広いジャンルの楽曲を斬新なアレンジで演奏している。プログレッシブ・ロックの楽曲のカヴァーも多いが、J.S.バッハやベートーヴェン、ベンチャーズ、クイーンのカヴァーが代表的である。ちなみにアルバム『CG3+2 カリフォルニア・ギター・トリオ・ウィズ・トニー・レヴィン・アンド・パット・マステロット』には、キング・クリムゾンの「21世紀のスキッツォイド・マン」をズンドコ節風にアレンジした「21世紀のズンドコ節（原題Zundoko-Bushi）」という非常にユーモラスな楽曲が収録されている。

## ディスコグラフィ

### アルバム
- 『C.G.T.』 - Yamanashi Blues (1993年)
- 『インヴィテイション』 - Invitation (1995年)
- 『パスウェイズ』 - Pathways (1998年)
- An Opening Act: Live on Tour with King Crimson (1999年)
- 『ロックス・ザ・ウェスト』 - Rocks the West (2000年)
- Monday Night in San Francisco (2000年)
- 10 Christmas Songs (2001年)
- Live at Key Club (2001年)
- 『CG3+2』 - CG3+2 (2002年) ※with トニー・レヴィン、パット・マステロット
- The First Decade  (2003年) ※ベスト盤
- 『ホワイト・ウォーター』 - Whitewater (2004年)
- Highlights  (2007年) ※ベスト盤
- Echoes (2008年)
- Andromeda (2010年)
- Masterworks (2012年)
- 『木漏れ日』 - Komorebi (2016年)
- Elegy (2020年)

ロバート・フリップ・アンド・ザ・リーグ・オブ・クラフティ・ギタリスツ
- 『Live!』 - Live!（1986年）
- The Lady or the Tiger（1986年） ※Toyah & Fripp Featuring The League Of Crafty Guitarists名義
- Live II（1991年）
- 『ショウ・オブ・ハンズ』 - Show of Hands（1991年）
- 『インターギャラクティック・ブギー・エクスプレス ライヴ・イン・ヨーロッパ1991』 - Intergalactic Boogie Express - Live In Europe 1991（1995年）

ロバート・フリップ・ストリング・クインテット
- 『ザ・ブリッジ・ビトウィン』 - The Bridge Between（1993年）

### DVD
- Following the Music (2003年)
- At Home With the California Guitar Trio (2008年)